# Joe Burke (Schauspieler)
Joe Burke (* 28. Februar 1984 in Toledo, Ohio, Vereinigte Staaten als Joseph Hunter Burke) ist ein US-amerikanischer Schauspieler.

## Leben
Joe Burke wurde 1984 in Toledo, im US-Bundesstaat Ohio geboren.
2008 hatte Burke bei dem Film Pigs – Slaughter Farm erstmals eine Rolle inne. 2012 erhielt er seine erste Rolle in der Fernsehserie Hund mit Blog. 2016 erhielt er seine erste wiederkehrende Rolle in der Fernsehserie Interns of F.I.E.L.D. 2018 bis 2022 hatte Burke in 22 Folgen der Fernsehserie The One Minute Joe Show eine Rolle.

## Filmografie
- 2008: Pigs – Slaughter Farm (Squeal)
- 2012: Hund mit Blog (Dog with a Blog, Fernsehserie, Folge 1x03 Maskottchen-Rivalitäten)
- 2012: Window Dressing (Fernsehserie, Folge 1x03)
- 2012: Sketchy (Fernsehserie, Folge 2x16)
- 2013: Ray Donovan (Fernsehserie, Folge 1x07)
- 2015: The Escort – Sex Sells (The Escort)
- 2015: Dementia – Gefährliche Erinnerung (Dementia)
- 2016: Interns of F.I.E.L.D. (Fernsehserie, 8 Folgen)
- 2016: Dependent's Day
- 2018–2022: The One Minute Joe Show (Fernsehserie, 22 Folgen)
- 2019: Good Trouble (Fernsehserie, Folge 1x07)
- 2019: Bell Canyon